# Lužický zlom

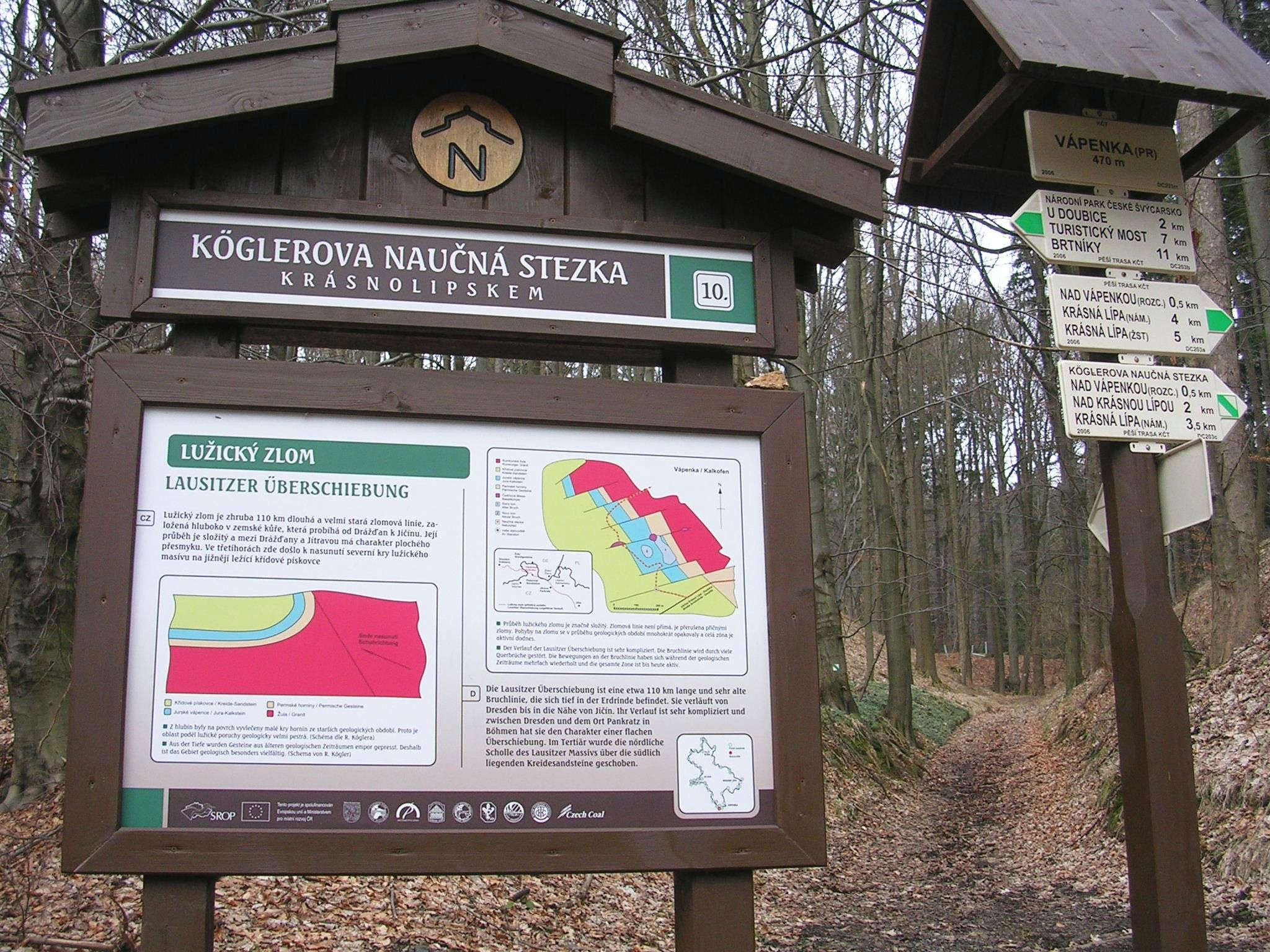
Popis Lužického zlomu na informační tabuli geologické Köglerovy naučné stezky v přírodní rezervaci Vápenka u Doubice

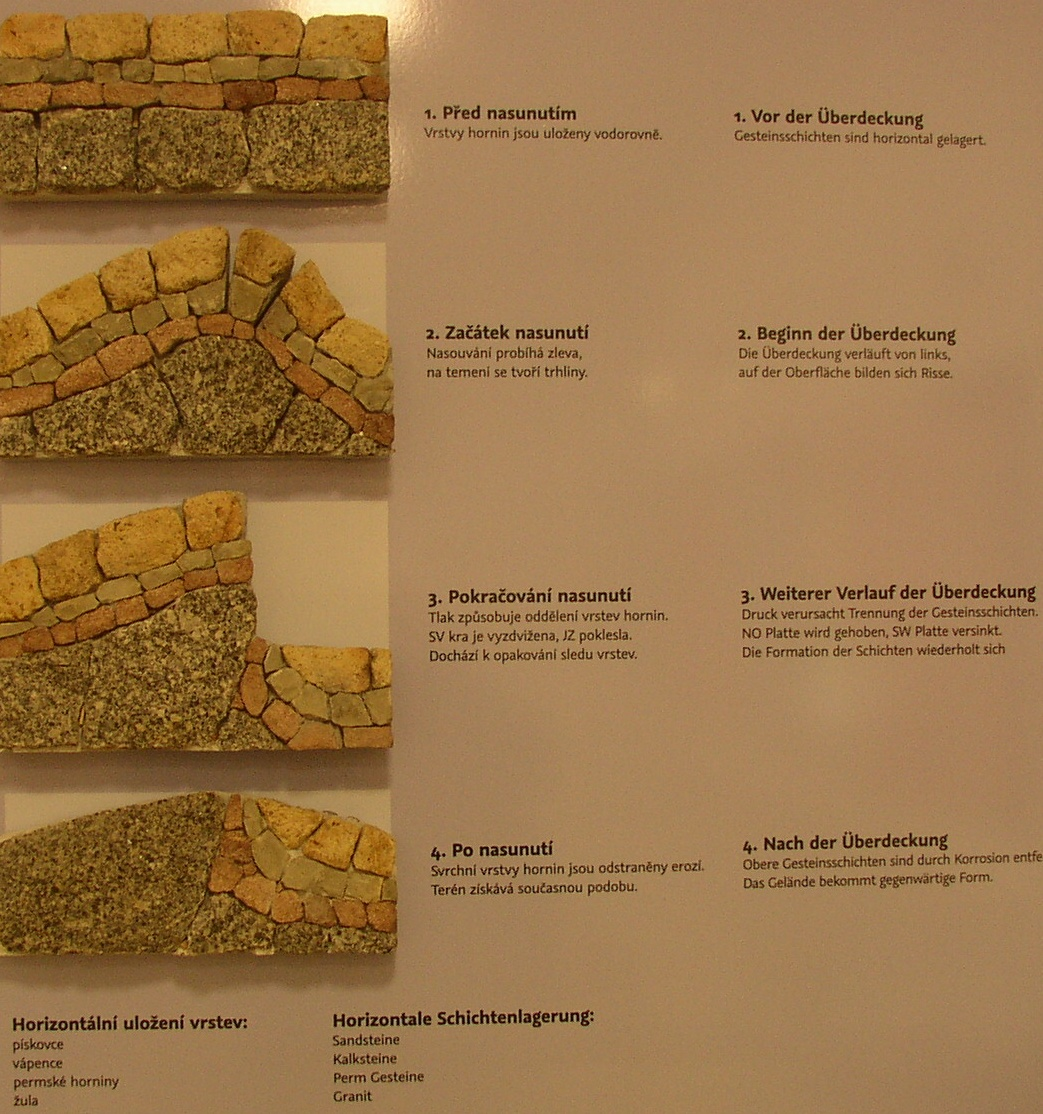
Vznik lužického zlomu

Lužický zlom nebo lužická poruchová zóna (německy Lausitzer Verwerfung) je tektonická linie dlouhá asi 110 km procházející územím Německa a České republiky – od Weinböhly u Drážďan po severní okraj Labských pískovců, dále podél severního okraje Lužických hor a Ještědského hřbetu až na Turnovsko, generálně ze severozápadu na jihovýchod.
Lužický zlom tvoří rozhraní mezi žulovým lužickým plutonem na severovýchodě a pískovci české křídové pánve na jihozápadě. Zlom je saxonského věku. Saxonská tektogeneze byla v Českém masivu i ostatních hercynsky konsolidovaných platformních oblastech reakcí na alpsko-karpatskou orogenezi. V jejím průběhu došlo v Českém masivu k pohybu podél starších zlomů. Ve starších třetihorách byla kra lužického plutonu podél této poruchy tektonicky vyzdvižena nad povrch české křídové pánve a spolu s ní byly z podloží křídy k povrchu vyvlečeny i malé kry hornin permského a jurského stáří. Tektonicky je nejednotný, protože jeho jihozápadní křídlo pokleslo na některých místech přes 1000 m, kde má charakter přesmyku.